# I Made
I Made là mini album thứ hai của nhóm nhạc nữ Hàn Quốc (G)I-dle. Album được phát hành digitally và đĩa cứng vào ngày 26 tháng 2 năm 2019. Album tổng cộng 5 bài hát bao gồm lead single, "Senorita", được sáng tác bởi thành viên Soyeon và nhà sản xuất Big Sancho.

## Bối cảnh và phát hành
Vào ngày 10 tháng 2 năm 2019, Cube Entertainment thông báo thông qua SNS rằng nhóm sẽ phát hành mini album thứ hai, I Made vào ngày 26 tháng 2 năm 2019.
Vào ngày 11 tháng 2, nhóm đã đăng tải lịch trình quảng bá cho album. Vào ngày 13 tháng 2, danh sách bài hát được tiết lộ. Album bao gồm 5 bài hát với bài hát chủ đề, "Senorita". Thành viên Minnie lần đầu tham gia vào quá trình sáng tác.
Vào ngày 20 tháng 2, một đoạn trích audio đã được đăng tải và theo đó là video teaser.
Mini album được phát hành vào ngày 26 tháng 2 thông qua các trang âm nhạc trực tuyến tại Hàn Quốc, bên cạnh đó bản cứng sẽ được phát hành vào ngày hôm sau.

## Quảng bá
Trước sự trở lại của nhóm, Cube phát hành photo card đặc biệt chỉ có tại 20Space.
(G)I-dle đã tổ chức một buổi showcase tại Blue Square Samsung Card Hall ở Hannam-dong, Seoul trước ngày phát hành của mini album vào ngày 26 tháng 2, họ cũng đã biểu diễn "Senorita" cùng với "Blow Your Mind". Trong cùng ngày, nhóm đã tổ chức một buổi trực tiếp trên Naver V Live để cùng ăn mừng màn trở lại với fan.
Nhóm bắt đầu quảng bá "Senorita" vào ngày 27 tháng 2 trên Show Champion của MBC Music.

### Single
Put It Straight (Nightmare Version) (Hangul: 싫다고 말해 (Nightmare Version) là một ca khúc ballad được dàn dựng lại thành một phiên bản kinh dị, thể hiện một không khí hoàn toàn khác với ca khúc gốc.(G) I-dle đã biểu diễn bài hát trên Queendom tập 8. Nhóm đã thu hút sự chú ý của người xem nhờ sự tương phản của trang phục màu đỏ, nhảy múa bằng chân trần và son môi đỏ bị nhòe bằng tay tạo hiệu ứng chảy máu. Ngoài ra, nhóm còn nhận được rất nhiều lời khen ngợi và đạt một triệu lượt xem sau 14 giờ phát hành. Người ta nói rằng "một sân khấu huyền thoại khác đã ra đời, với màn trình diễn hoàn hảo thể hiện sự tức giận trong nỗi buồn và diễn xuất cảm xúc chi tiết của các thành viên". Màn biểu diễn sau đó được tiết lộ là sử dụng son môi của Touch in Sol LaLa Bla.
Vào ngày 18 tháng 10, bài hát được phát hành bởi Stone Music Entertainment và phân phối bởi Genie Music. Nhóm cũng đã phát hành một video biên đạo của "Put It Straight" (phiên bản Halloween) như một món quà dành cho người hâm mộ của họ.

## MV
Trước tập cuối cùng của To Neverland, (G)I-dle phát hành một MV được quay bởi nhóm cho bài hát Minnie sáng tác "Blow Your Mind" vào ngày 19 tháng 2 năm 2020. MV được phát hành thông qua kênh M2.
Vào ngày 26 tháng 2, "Senorita" được phát hành cùng lúc với MV. MV đã đạt 5 triệu lượt xem sau 21 tiếng phát hành.

## Danh sách bài hát
| STT              | Nhan đề                         | Phổ lời                | Phổ nhạc                      | Arrangement            | Thời lượng |
| ---------------- | ------------------------------- | ---------------------- | ----------------------------- | ---------------------- | ---------- |
| 1.               | "Senorita"                      | Soyeon                 | Soyeon Big Sancho             | Soyeon Big Sancho      | 3:17       |
| 2.               | "What's Your Name"              | Soyeon                 | Soyeon Min Lee "collapsedone" | Min Lee "collapsedone" | 3:09       |
| 3.               | "Put It Straight" (싫다고 말해) | Soyeon                 | Soyeon                        | Soyeon HouDini         | 3:56       |
| 4.               | "Give Me Your" (주세요)         | Soyeon                 | Soyeon HouDini                | Soyeon HouDini         | 3:40       |
| 5.               | "Blow Your Mind"                | Minnie FlowBlow Soyeon | Minnie FlowBlow               | FlowBlow Minnie        | 2:49       |
| Tổng thời lượng: | Tổng thời lượng:                | Tổng thời lượng:       | Tổng thời lượng:              | Tổng thời lượng:       | 16:51      |

## Bảng xếp hạng
| Bảng xếp hạng (2019)         | Vị trí xếp hạng cao nhất |
| ---------------------------- | ------------------------ |
| Hàn Quốc Album (Gaon)        | 2                        |
| Đài Loan Album\ (Five Music) | 1                        |
| US World Album (Billboard)   | 5                        |

| Bảng xếp hạng (2018)  | Vị trí xếp hạng cao nhất |
| --------------------- | ------------------------ |
| Hàn Quốc Album (Gaon) | 10                       |

| Bảng xếp hạng (2019)  | Vị trí xếp hạng cao nhất |
| --------------------- | ------------------------ |
| Hàn Quốc Album (Gaon) | 62                       |

## Doanh số
| Khu vực  | Doanh số |
| -------- | -------- |
| Hàn Quốc | 34,104   |

## Lịch sử phát hành
| Khu vực  | Ngày                | Định dạng                   | Phân phối                  |
| -------- | ------------------- | --------------------------- | -------------------------- |
| Toàn cầu | 26 tháng 2 năm 2019 | Digital download, streaming | Cube Entertainment Kakao M |
| Hàn Quốc | 26 tháng 2 năm 2019 | Digital download, streaming | Cube Entertainment Kakao M |
| CD       | 26 tháng 2 năm 2019 |                             | Cube Entertainment Kakao M |